# 磯部町迫間
磯部町迫間（いそべちょうはさま）は、三重県志摩市の地名。志摩市北部の中心的な集落の1つである。

## 地理
志摩市の北部、磯部町の中央に位置する。地区の概形は8の字（瓢箪形）に似ており、8の字の接合部にあたる磯部トンネル以北に中心集落を形成する。地形的には磯部川（神路川）と池田川が成す沖積低地にある。南部の梶坊集落は山に囲まれた谷間に位置する。昭和中期頃まで迫間西部を上条、中部を中村、東部を下条と呼び、下条より更に東を木津（こうづ）と呼んでいた。上条・下条の名は班田収授法の名残と考えられる。上条・中村・下条の呼称は現在、上組・中組・下組に変わっている。
- 山：高峠山（たかとこやま）
- 川：磯部川（神路川）、野川、池田川
- 海：伊雑ノ浦

北は磯部町恵利原（いそべちょうえりはら）、東は磯部町下之郷、南は磯部町穴川・浜島町迫子（はまじまちょうはざこ）、西は磯部町檜山・磯部町山原・磯部町築地と接する。

### 川辺
川辺（かわなべ）は、志摩市磯部町の地名。住所上は磯部町迫間（東部）・磯部町恵利原（南部）・磯部町下之郷（西部）に属する。住所上の大字を単位とする自治会とは別の自治会を有し、志摩市の行政上1つの地区として扱われることがあるが、独立した大字としては認められていない。明治時代
から開拓が行われた地域で、鉄道駅や銀行、商店、官公署などが集まる磯部町の中心街を形成する。

## 歴史
古伝によれば、猿田彦命が阡陌（南北方向の道路と東西方向の道路）を定め、迫間で2本の道路を交わらせたという。交点には十王堂が置かれ、磯部の中心点としたとされる。現在の十王堂は阡陌の交点にはなく、玉泉庵の境内に移されている。小字木津では旧石器時代から縄文時代にかけての遺跡があり、讃岐岩製の尖頭器・石槍・石鏃（矢じり）など約1,000点が出土している。また、木津の名から古代に伊雑ノ浦の木材の集散地としての機能があったと考えられている。
磯部町下之郷の南氏が所蔵する天文23年12月19日（ユリウス暦：1556年1月20日）付の文書には「迫」と記されていた。城の腰と呼ばれる地域には、伊雑宮の守護に任じられた迫間五郎左ヱ門が居したと伝わる「城跡」の遺構がある。ほかにも小字長岡や迫間 - 穴川間にも城があり、九鬼嘉隆と戦ったとされるが、古老の伝聞のみで史料には残されていない。中世には4家族が「ひやま」（現在の志摩市磯部町檜山）を開拓するために移住し、迫間村の出郷とした。
江戸時代には迫間村として鳥羽藩の配下にあり、志摩国答志郡磯部組に属した。村高は594石で、米以外にワラビ、ハギ、スギを産した。村内に和歌山藩領の度会郡山原村と檜山村の商用薪置場が置かれ、それぞれから米5升を受け取った。玉泉庵の「オンバサン」と呼ばれる仏像は百日咳に効果があるとされ、信仰を集めた。
明治になり、町村制が施行されて以降は1大字として続いている。磯部の中心市街地の南下に伴い、磯部の中心地区として発展するようになる。磯部村役場及び磯部町役場は迫間に置かれていた。特に、1978年（昭和53年）12月27日に磯部駅前土地区画整理事業が認可され、1987年（昭和62年）9月22日に土地区画の整理と都市下水路の整備が完了したことで、磯部の中心としての機能が増した。
2012年（平成24年）7月24日、志摩市歴史民俗資料館が志摩市役所磯部支所を改装して開館した。

### 沿革
- 1889年（明治22年）4月1日 - 町村制施行により、答志郡磯部村大字迫間となる。
- 1896年（明治29年）3月29日 - 答志郡が英虞郡と合併し、志摩郡磯部村大字迫間となる。
- 1955年（昭和30年）2月11日 - 磯部村が度会郡神原村東部・志摩郡的矢村と合併し、志摩郡磯部町迫間となる。
- 2004年（平成16年）10月1日 - 平成の大合併により、志摩市磯部町迫間となる。

### 地名の由来
三方から山が迫り、その間に開けた土地であったことから名付けられた。

## 世帯数と人口
2019年（令和元年）7月31日現在の世帯数と人口は以下の通りである。
| 行政区           | 世帯数  | 人口  |
| ---------------- | ------- | ----- |
| 迫間一           | 179世帯 | 398人 |
| 梶坊             | 26世帯  | 53人  |
| 雇用促進         | 17世帯  | 42人  |
| 迫間二           | 251世帯 | 491人 |
| （磯部町迫間）計 | 473世帯 | 984人 |

### 人口の変遷
1880年以降の人口の推移。2005年以後は国勢調査による推移。
| 1880年（明治13年） | 611人   | [ 2 ]     |  |
| 1889年（明治22年） | 938人   | [ 9 ]     |  |
| 1960年（昭和35年） | 1,285人 | [ 11 ]    |  |
| 1980年（昭和55年） | 1,474人 | [ 12 ]    |  |
| 2005年（平成17年） | 1,830人 | [ WEB 6 ] |  |
| 2010年（平成22年） | 1,720人 | [ WEB 7 ] |  |
| 2015年（平成27年） | 1,555人 | [ WEB 8 ] |  |

### 世帯数の変遷
1880年以降の世帯数の推移。2005年以後は国勢調査による推移。
| 1880年（明治13年） | 111戸   | [ 2 ]     |  |
| 1889年（明治22年） | 134戸   | [ 9 ]     |  |
| 1960年（昭和35年） | 362世帯 | [ 11 ]    |  |
| 1980年（昭和55年） | 400世帯 | [ 12 ]    |  |
| 2005年（平成17年） | 684世帯 | [ WEB 6 ] |  |
| 2010年（平成22年） | 682世帯 | [ WEB 7 ] |  |
| 2015年（平成27年） | 648世帯 | [ WEB 8 ] |  |

## 学区
市立小・中学校に通う場合、学区は以下の通りとなる。
| 番・番地等 | 小学校             | 中学校             |
| ---------- | ------------------ | ------------------ |
| 全域       | 志摩市立磯部小学校 | 志摩市立磯部中学校 |

## 観光
かつては志摩スペイン村や的矢行きの路線バスが迫間東部（川辺地区）にある志摩磯部駅から発着し、志摩市磯部観光案内所（旧・磯部町観光案内所）が置かれるなど観光地への玄関口として賑わった。
志摩市歴史民俗資料館
志摩市の考古資料・民俗文化財・民具・仕事・暮らしなどについて展示する施設。
川辺堤
約15本のサクラの木が磯部川沿いに並んでおり、地域住民の花見スポットとして知られる。

木場公園
志摩磯部駅前にある都市公園。いくつかの遊具が設置され、子どもや高齢者、電車の時間待ちをする高校生などの姿を見かける。
高峠山（たかとこやま）
池田川沿いにある、標高100m程度の山。地域の人が山頂付近に展望台を整備し、磯部中心街や伊雑ノ浦などを一望できる。山腹を国道167号の磯部トンネルが貫く。

## 交通
鉄道

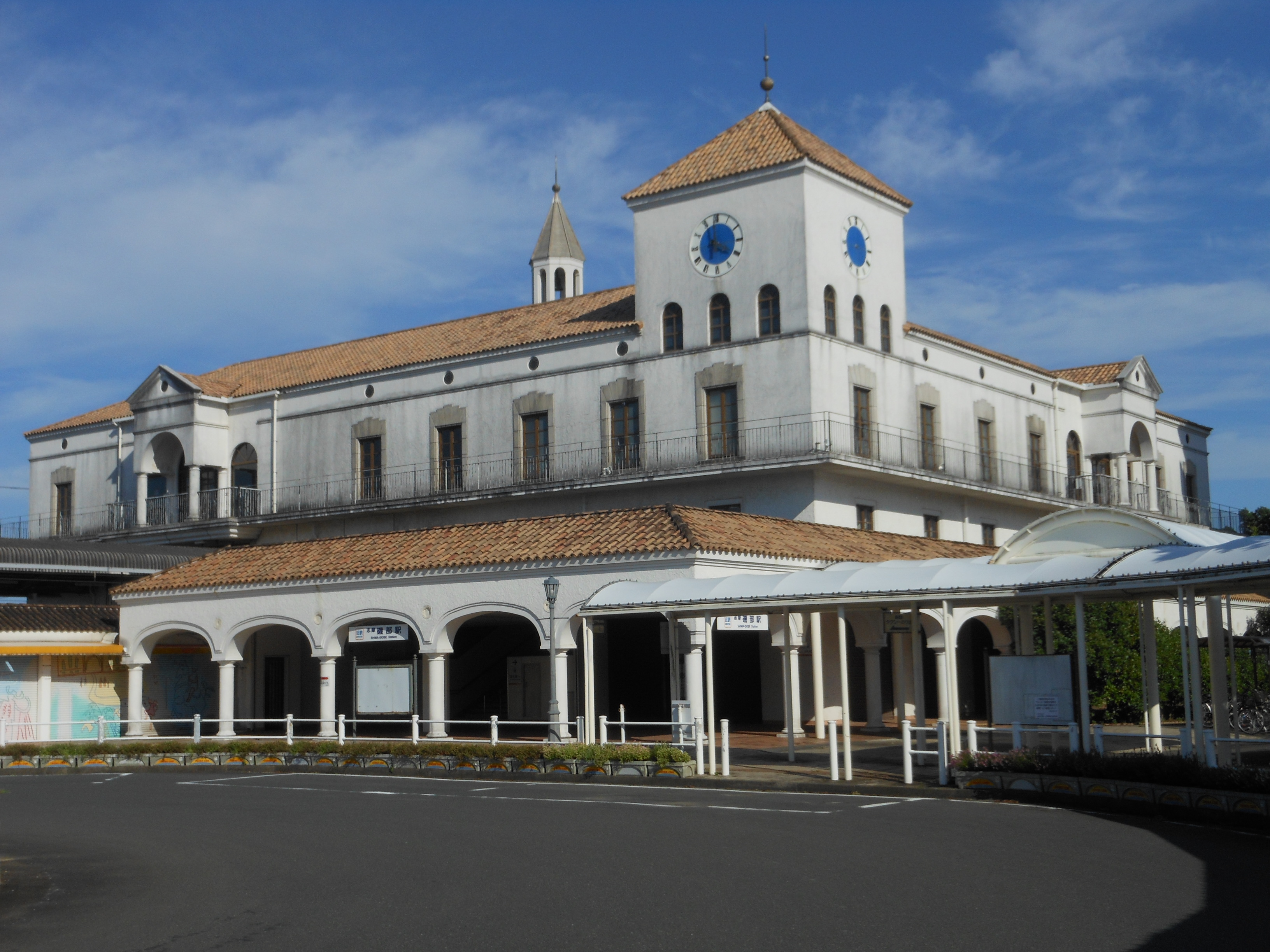
志摩磯部駅

磯部バスセンター

- 近鉄志摩線志摩磯部駅 - 特急停車駅。旧称は迫間駅。

路線バス
磯部バスセンターが中心となる。このバスセンターを始発・終着とする便も多い。
- 三重交通（志摩営業所管内）磯部バスセンター
  - 60・62・70系統 伊勢赤十字病院
  - 60・62・70系統 伊勢市駅前
  - 60・62系統 御座港
  - 70系統 宿浦
  - 80系統 五ヶ所（南伊勢町営バス直通便あり）
  - 80系統 南勢野添
- 磯部地域予約運行型バスハッスル号（コミュニティバス）磯部バスセンター
  - やまルート 上五知農家組合前
  - やまルート 桧山集落センター
  - うみルート 鵜方駅
  - うみルート 磯部支所

道路
3本の幹線道路が通っている。
- 国道167号 - 通称は磯部バイパス。迫間地区内に磯部大橋と磯部トンネルがある。
- 三重県道16号南勢磯部線 - 迫間北部を東西に結ぶ主要地方道。東に向かえば磯部町的矢へ、西に向かえば南伊勢町五ヶ所浦へ至る。
- 三重県道61号磯部大王線 - 迫間北部を南北に結ぶ主要地方道。かつての国道167号本線であった。

## 施設

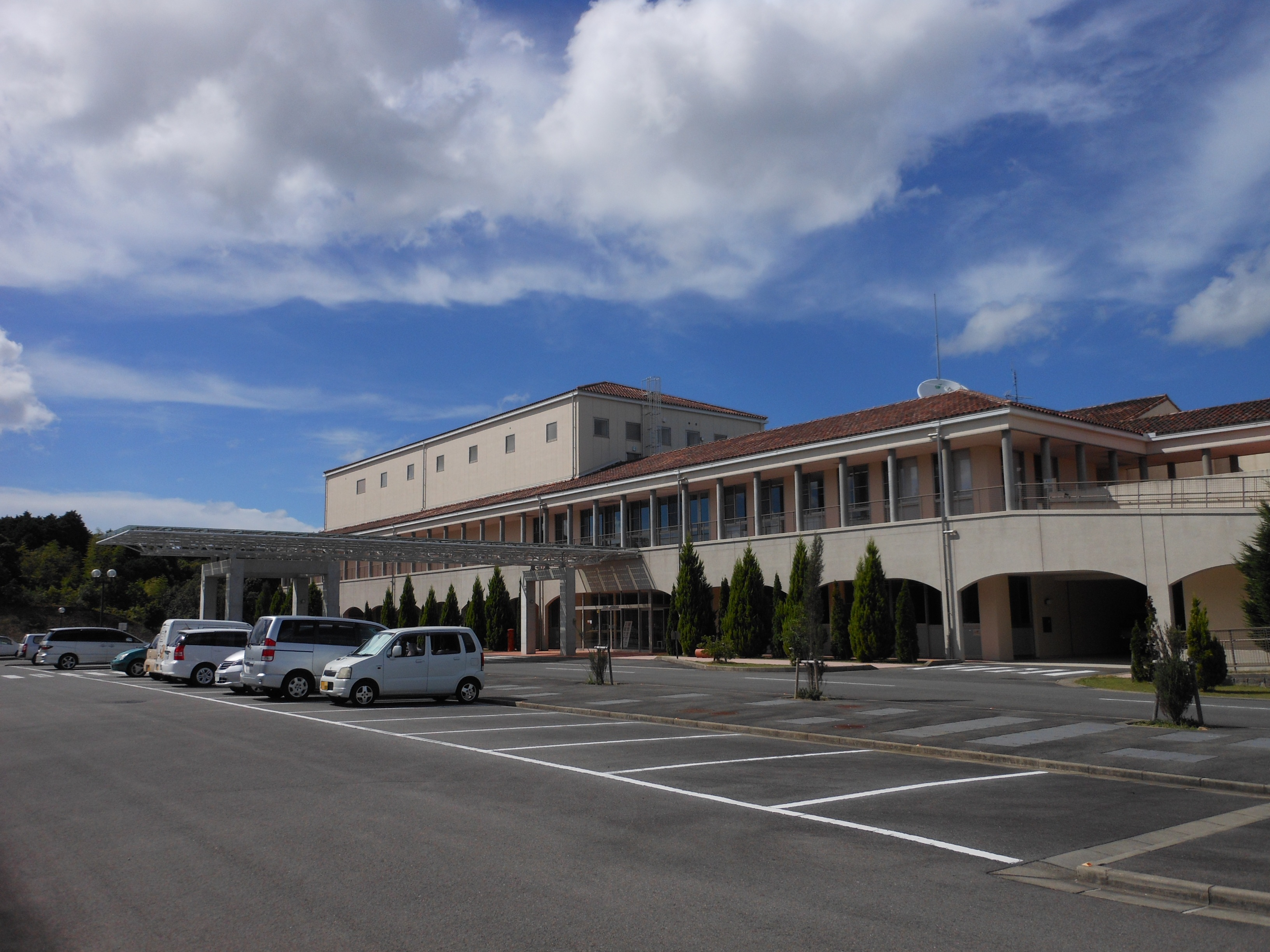
志摩市役所磯部支所

磯部郵便局

- 志摩市役所磯部支所
  - 志摩市磯部生涯学習センター
  - 志摩市歴史民俗資料館
  - 志摩市立図書館磯部図書室
- 志摩市磯部農業就業改善センター
  - 鳥羽志勢広域連合事務所
- 志摩市迫間文化会館
- 鳥羽警察署磯部町交番
- 志摩消防署磯部分署
- 志摩市立ひまわり保育所
- 志摩市磯部健康福祉センターかがやき
  - 志摩市社会福祉協議会本所
- 志摩市商工会磯部支所
- 磯部郵便局
- 伊勢農業協同組合磯部支店
- 三重交通志摩営業所
  - 磯部バスセンター
- 百五銀行磯部支店
- 三十三銀行磯部支店
- 株式会社南菓本店
- 磯部建設工業株式会社本社
- ミナミ運輸有限会社本社
- 川うめ（ウナギ料理）
- 餅喜商店（さわ餅）
- 有限会社宇田ミート本社

### 史跡

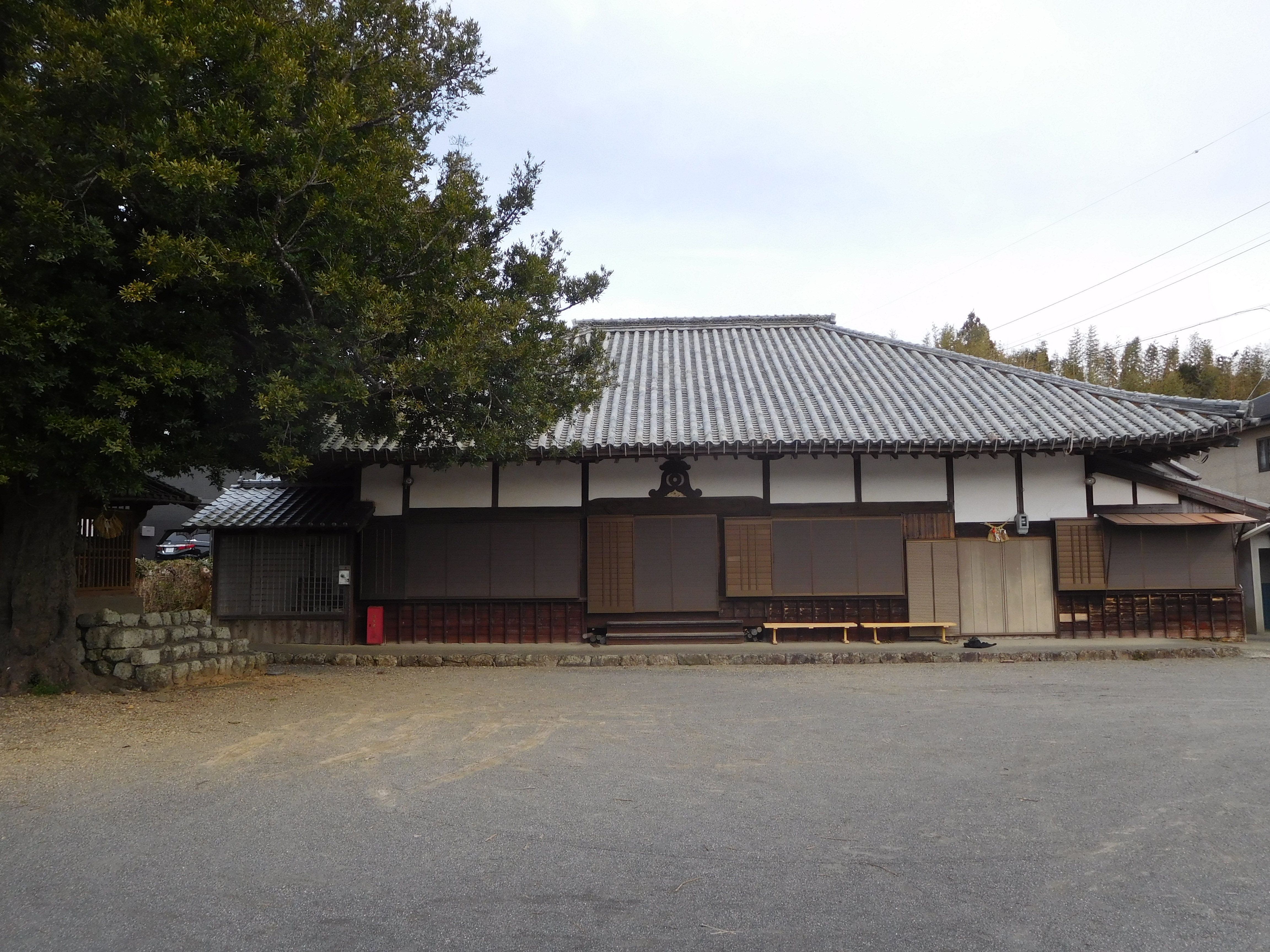
玉泉庵
左側の木が「玉泉庵のナギ」

玉泉庵
曹洞宗永平寺派常安寺末寺で無住寺。開山・開基不明。明治30年（1897年）代には磯部高等小学校として利用されたことがある。1955年（昭和30年）、盗難により主要な仏具は失われた。現在は区会所として利用する。境内には志摩市指定天然記念物「玉泉庵のナギ」が、堂内には志摩市指定有形文化財「木造十王像、附脱衣婆像（残欠）、司命像、司録像」がある。十王像のうち名前が分かっているのは閻魔王だけで、永正12年7月（1515年8月 - 9月）に制作された。昭和初期までは十王像に若い衆が大念仏を捧げていた。

## その他

### 日本郵便
- 郵便番号 : 517-0214[WEB 3]（集配局：磯部郵便局[WEB 13]）。